# Дарул-Аман (стадіон)
Стадіон «Дарул Аман» (малай. Stadium Darul Aman) — багатоцільовий стадіон в місті Алор-Сетар, Кедах, Малайзія. В даний час використовується в основному для футбольних матчів. Є домашньою ареною футбольного клубу Суперліги Малайзії «Кедах».

## Історія
Стадіон був офіційно відкритий султаном Кеда в 1962 році перед матчем збірної Малайї проти Південної Кореї (1:0).
Після розширення в 1997 році стадіон має місткість 32 387 місць. Реконструкція була зроблена щоб стадіон прийняв матчі молодіжного чемпіонату світу з футболу 1997 року.